# Heike Friedrich
Pour les articles homonymes, voir Friedrich.
Heike Friedrich, née le 18 avril 1970 à Glauchau, est une nageuse allemande.

## Biographie
Aux Jeux olympiques d'été de 1988 à Séoul, Heike Friedrich participe à trois épreuves sous les couleurs de l'Allemagne de l'Est :
- elle est sacrée championne olympique du 200 mètres nage libre ;
- elle est médaillée d'argent du 400 mètres nage libre  ;
- elle participe aux séries du relais 4 × 100 mètres nage libre, mais pas à la finale remportée par les Allemandes.

Elle prend sa retraite sportive en 1991, à l'âge de 21 ans, juste après la réunification allemande.

## Palmarès

### Championnats du monde
Championnats du monde de Madrid (1986)
- Médaille d'or sur 200 mètres nage libre
- Médaille d'or sur 400 mètres nage libre
- Médaille d'or sur 4 × 100 mètres nage libre
- Médaille d'or sur 4 × 200 mètres nage libre

### Championnats d'Europe
- Championnats d'Europe 1985 à Sofia (Bulgarie) :
  -  Médaille d'or du 100 m nage libre ;
  -  Médaille d'or du 200 m nage libre ;
  -  Médaille d'or du relais 4 × 100 mètres nage libre ;
  -  Médaille d'or du relais 4 × 200 mètres nage libre ;
  -  Médaille d'or du relais 4 × 100 mètres 4 nages.
- Championnats d'Europe 1987 à Schiltigheim (France) :
  -  Médaille d'or du 200 m nage libre ;
  -  Médaille d'or du 400 m nage libre ;
  -  Médaille d'or du relais 4 × 100 mètres nage libre ;
  -  Médaille d'or du relais 4 × 200 mètres nage libre.
- Championnats d'Europe 1989 à Bonn (Allemagne de l'Ouest) :
  -  Médaille d'or du relais 4 × 100 mètres nage libre ;
  -  Médaille d'or du relais 4 × 200 mètres nage libre ;
  -  Médaille d'argent du 400 m nage libre.